# Pfarrkirche St. Martin (Oberrohrdorf)

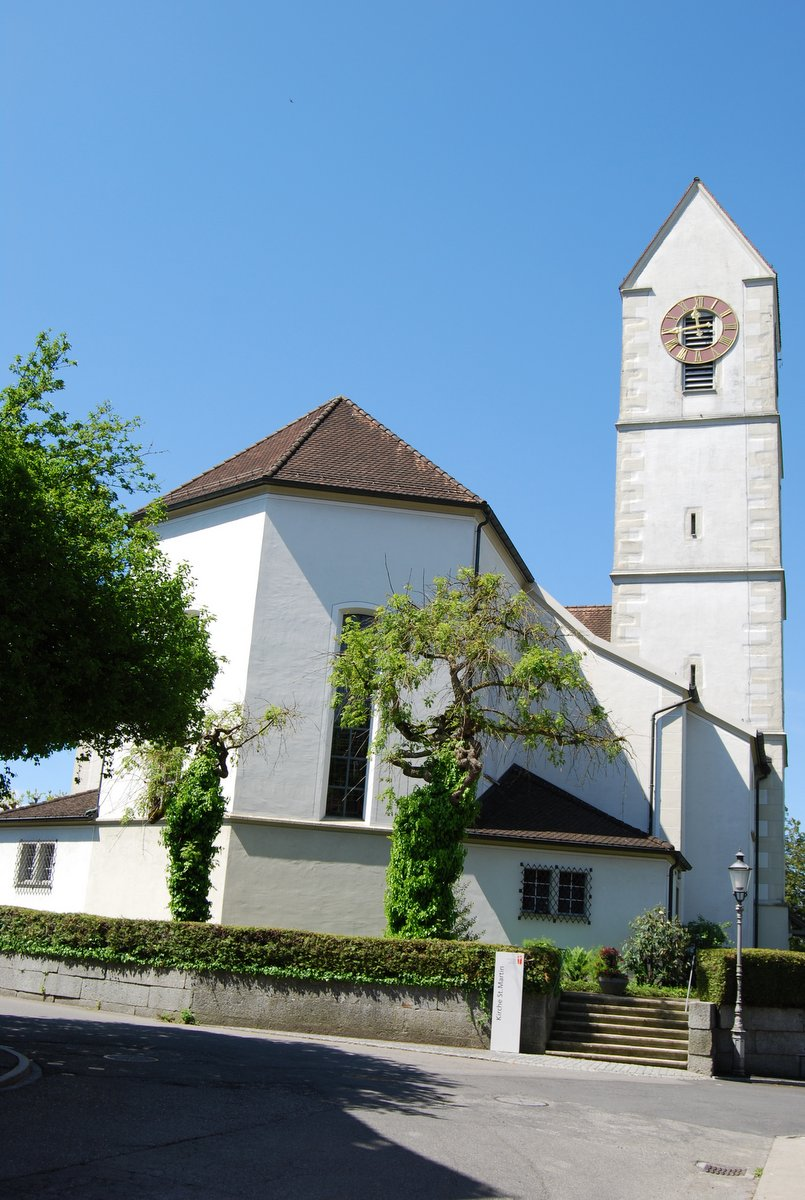
Pfarrkirche St. Martin

Die Pfarrkirche St. Martin ist die römisch-katholische Pfarrkirche in Oberrohrdorf im Kanton Aargau in der Schweiz. Sie ist die Hauptkirche der Pfarrei Rohrdorf, die auch die Gemeinden Niederrohrdorf und Remetschwil umfasst. Die dem heiligen Martin von Tours geweihte Kirche geht auf das 11. Jahrhundert zurück. Um 1640 entstand ein barocker Neubau, wobei man den mittelalterlichen Kirchturm beibehielt. Die Kirche erwies sich drei Jahrhunderte später als zu klein, weshalb sie 1939 abgebrochen und durch eine weitaus grössere Anlage ersetzt wurde. Im Originalzustand erhalten blieb wiederum der Kirchturm, dessen Erdgeschoss aus dem 14. Jahrhundert stammt.

## Geschichte
Die erste Kirche am heutigen Standort dürfte eine romanische Saalkirche aus dem 11. Jahrhundert sein, die 21,5 Meter lang und 8,5 Meter breit war. Frühere Forschungen gingen von einer Kirchengründung im 9. Jahrhundert aus, was aber auf die Fehldeutung eines Ortsnamens auf einer Urkunde des Klosters St. Gallen aus dem Jahr 837 zurückzuführen ist. Ob der früheste nachweisbare Kirchenbau einen hölzernen Vorgänger hatte, kann nur vermutet werden. Der erste zweifelsfreie schriftliche Nachweis ist ein von Papst Hadrian IV. ausgestellter Schirmbrief des Klosters Muri, der auf den 11. März 1159 datiert ist. Die Pfarrei erstreckte sich über mehrere Dörfer und war im Wesentlichen mit dem Amt Rohrdorf identisch; zu ihr gehörten Oberrohrdorf (mit Staretschwil), Niederrohrdorf (mit Holzrüti und Vogelrüti), Remetschwil (mit Busslingen und Sennhof), Bellikon (mit Hausen), Künten (mit Sulz), der Trostburger Twing (rechtsufriger Teil von Mellingen), Künten (mit Sulz) und Stetten. Das Kirchenpatronat hatte das elsässische Kloster Murbach inne, über den Kirchenzehnt in Künten und Sulz verfügte das Kloster Muri.

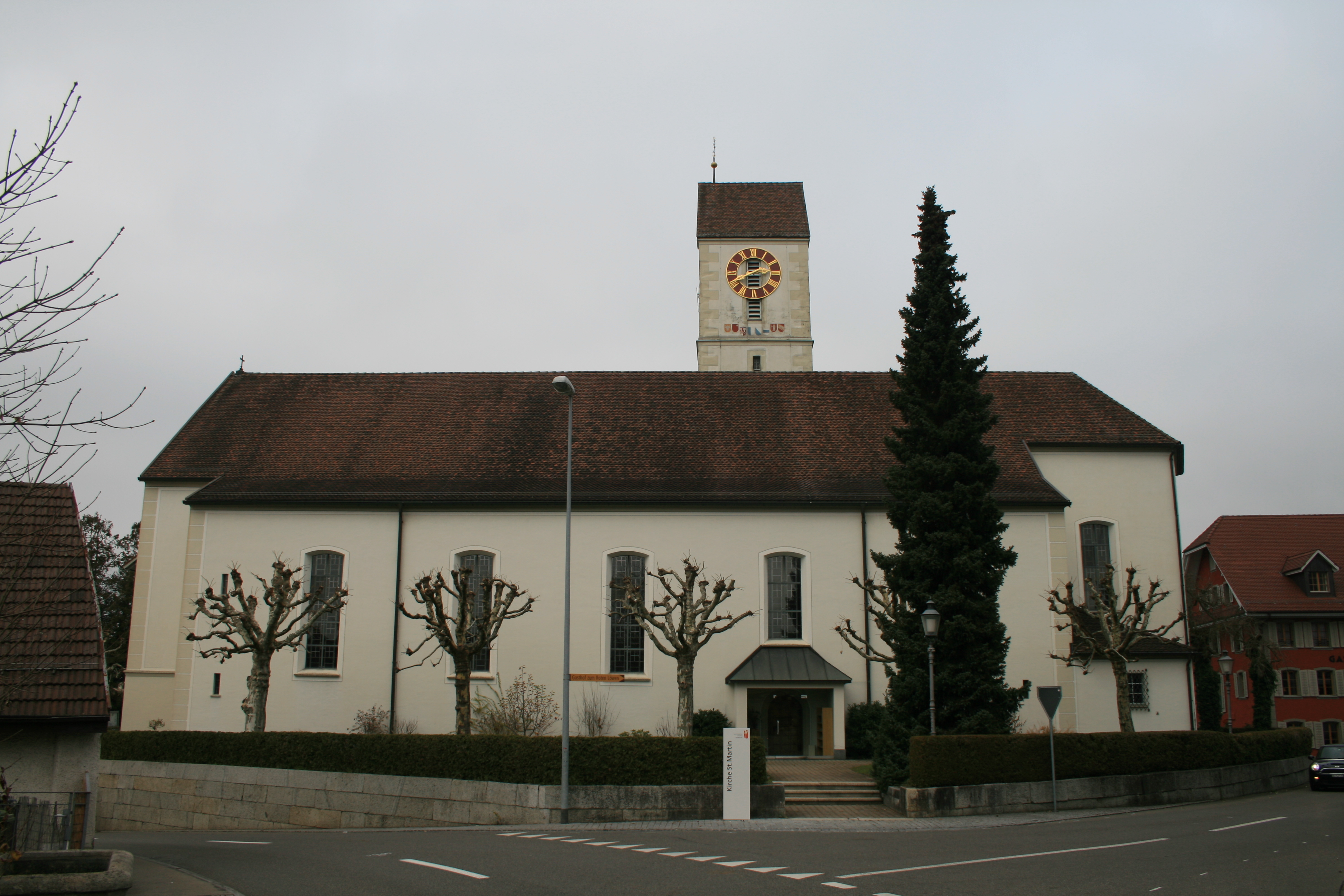
Seitenansicht

1259 übernahmen die Habsburger die Rechte und Güter des Klosters Murbach. Einkünfte und Patronatsrecht wurden im 13. Jahrhundert an die Herren von Rüssegg verliehen, 1344 an die Herren von Hünenberg. Am 21. September 1413 verkaufte Herzog Friedrich IV. den Rohrdorfer Kirchensatz an das Agnesspital in Baden, das durch Agnes von Ungarn gegründet war. Die Stadt Baden stand fortan das Recht zu, den Pfarrer einzusetzen. Als die Eidgenossen im Jahr 1415 den Aargau eroberten, blieben die Besitzverhältnisse unverändert. Unter der Führung von Pfarrer Heinrich Buchmann, dem Bruder von Theodor Bibliander, trat die Pfarrei Rohrdorf im Jahr 1529 zur Reformation über. Zwei Jahre später, nachdem die reformierten Orte im Zweiten Kappelerkrieg unterlegen waren, musste die Bevölkerung wieder den alten Glauben annehmen. 1638 erwies sich die alte Kirche als zu klein, weshalb sie geschleift und durch einen Neubau ersetzt wurde, der 1642 vollendet war. Stilistisch stand das Gebäude am Übergang von der Spätgotik zum Frühbarock. 1652 wurden die Gebeine des Katakombenheiligen Castorius überführt.
Die Kirchgemeinde kaufte 1826 das Kirchengut von der Stadt Baden zurück, diese behielt jedoch bis 1872 das Recht zur Bestimmung des Pfarrers. Die Grösse der Pfarrei verringerte sich in mehreren Schritten. 1888 bildete Stetten eine eigene Pfarrei, 1896 schloss sich der ehemalige Trostburger Twing der Mellinger Stadtpfarrei an, 1901 trennte sich Künten und 1925 schliesslich auch Bellikon. Trotz der Abspaltung der Filialen wuchs die Bevölkerung der Kernpfarrei ständig an. 1938 beschloss die Kirchengemeinde, die erneut zu klein gewordene Kirche abzureissen, um sie mit grösserem Volumen neu entstehen zu lassen. Die Bauarbeiten begannen im August 1939 und waren im Oktober 1940 abgeschlossen. 1955 wurde ein neues Geläut angeschafft, von 1984 bis 1987 erfolgte eine umfassende Innen- und Aussensanierung.

## Gebäude und Ausstattung

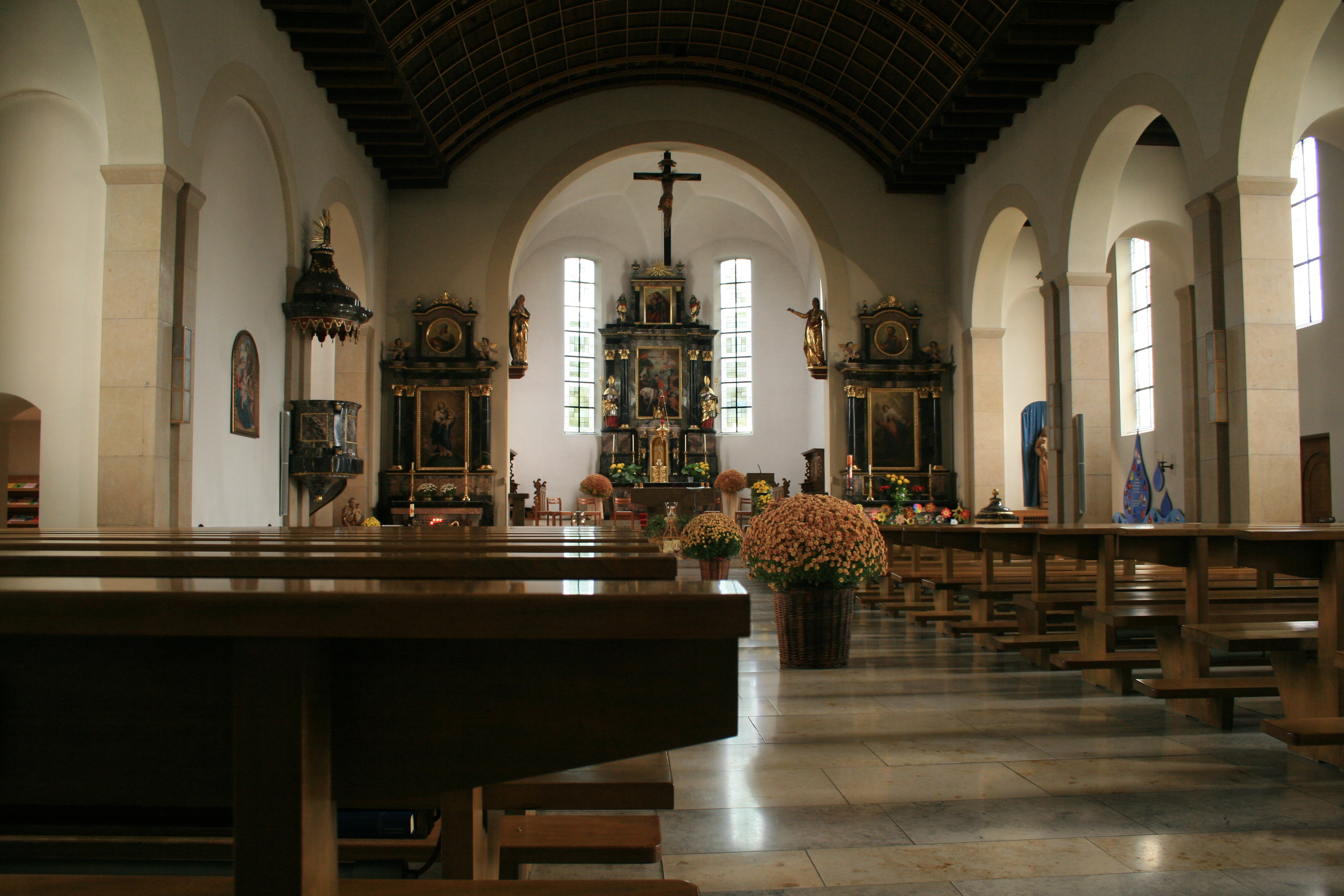
Innenansicht

Der Neubau von 1939/40 ist schmucklos, seine äussere Form folgt in erster Linie den Prinzipien der Zweckmässigkeit und der Schlichtheit. Von der alten Kirche blieb nur der Kirchturm im Originalzustand erhalten, dessen Grundmauern aus dem 14. Jahrhundert stammen. Der Grundriss entspricht einer klassischen Landkirche mit Langhaus und Chor. Für die Planung der Kirche war das Basler Architekturbüro Meyer & Gerster verantwortlich. Die damalige Architektur-Avantgarde der Schweiz zeigte kein Interesse an der Rohrdorfer Martinskirche. Als 1941 eine Sonderausgabe der Architekturzeitschrift «Das Werk» über den katholischen Kirchenbau erschien, fand sie darin keine Erwähnung.
In den Neubau sind Portal, Altäre, Kanzel und Kreuzigungsgruppe des Vorgängerbaus als geschützte Ausstattungsteile integriert. Das rundbogige Portal von 1638/39 besteht aus einem profilierten Sandsteinrahmen und geschnitzten Türflügeln. Das Oberblatt des Hauptaltars und die Gemälde der Seitenaltäre stammen von [[Joseph Balmer (Maler)<Joseph Balmer]] (1877/78), zwei Figuren von Gregor Allhelg (1675). Im verglasten Sockel des rechten Altaraufbaus ist die Castorius-Reliquie zu finden.